# Escuela Popular de Artes

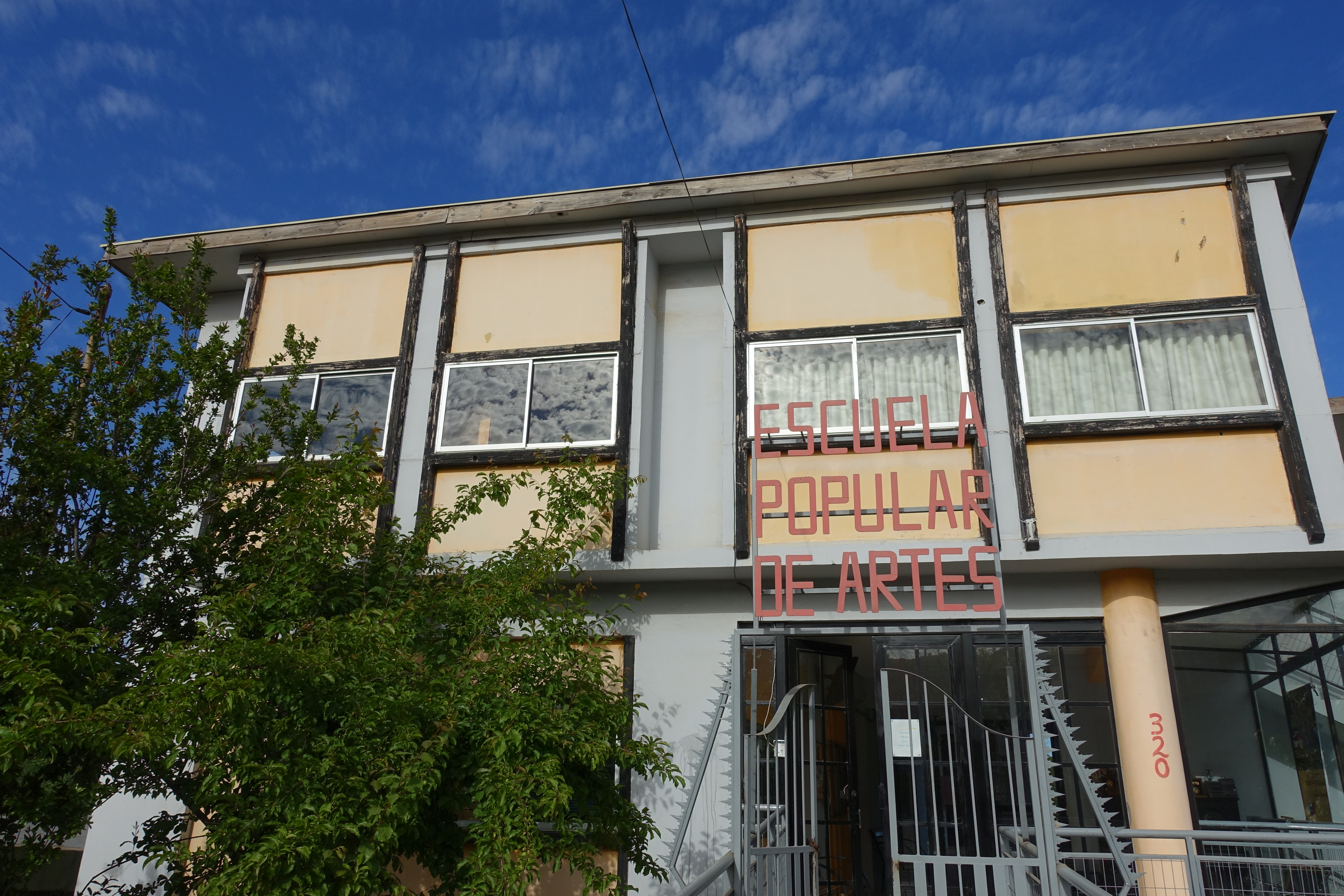
Escuela Popular de Artes im Oktober 2018

Die Escuela Popular de Artes (deutsch: Schule der Künste) ist eine soziale Musik- und Kunstschule, die 1998 in dem Viertel Achupallas der Stadt Viña del Mar in Chile gegründet wurde.

## Geschichte
Die Escuela Popular de Artes wurde 1998 von der deutschen Sozialarbeiterin Michaela Weyand und dem chilenischen Musiker Eduardo Cisternas gegründet. Der Gründungsgedanke des sozialen Projektes ist es, Kindern und Jugendlichen der sozial benachteiligten Viertel Achupallas und Villa Independencia die Möglichkeit zu einer musikalischen und künstlerischen Ausbildung zu eröffnen. Die Bildungsarbeit an der EPA ist ganzheitlich ausgerichtet und möchte die Kinder und Jugendlichen in ihrer Entwicklung unterstützen. Außerdem sollen künstlerischer Ausdruck und Austausch der Schüler innerhalb wie außerhalb der Schule gefördert werden. Ziel der EPA ist, die jungen Menschen für ihre Umwelt zu öffnen und zu sensibilisieren und so einen Beitrag zur kulturellen Integration zu leisten.
Im Jahr 2000 gründete sich der Förderverein CREARTE als Träger der EPA in Deutschland. Die Aufgaben von CREARTE sind unter anderem, die EPA ideell und finanziell zu unterstützen, das Projekt in Deutschland und Europa bekannter zu machen, Austauschprojekte zu organisieren und Patenschaften für die EPA zu finden. Außerdem wurde die EPA im selben Jahr als offizielle Kunstschule von der chilenischen Regierung anerkannt.
Jedes Jahr nehmen zwischen 150 und 200 Schüler am Unterricht der EPA teil. Neben der individuellen Ausbildung an vielen verschiedenen Musikinstrumenten und der Teilnahme in Orchestern und Ensembles bietet die EPA auch Theater- und Tanzunterricht sowie wechselnde Projekte im Stadtteil an. Darüber hinaus bezieht die EPA auch die Familien mit ein und bietet bei Bedarf soziale Beratung und Begleitung durch eine ausgebildete Sozialarbeiterin an. Die EPA bietet den Kindern und Jugendlichen Stipendien an, damit sich auch finanziell schwache Familien den Unterricht an der Schule leisten können.
Die EPA kann sich nicht in jedem Jahr auf eine Finanzierungshilfe des chilenischen Kultusministeriums verlassen und ist somit auf finanzielle Unterstützung aus dem Ausland angewiesen. Bekannte Unterstützer des Projektes sind unter anderem das Hamburger Streicherquartett Salut Salon, die nach ihren Konzerten auf die EPA aufmerksam machen und Spenden sammeln. Außerdem finanziert sich das Projekt über private Patenschaften für einzelne Schüler der Musik- und Kunstschule.
Die EPA arbeitet auch mit dem Eine Welt Netz NRW zusammen, welches im Rahmen des weltwärts-Programmes des BMZ jedes Jahr jugendliche Freiwillige an die Musikschule entsendet.

## Geografisches und soziales Umfeld
Die Escuela Popular de Artes befindet sich in Zentralchile in den Hügeln der Küstenstadt Viña del Mar. Während das Stadtzentrum von Viña del Mar vom Tourismus geprägt ist und dort viele wohlhabende Menschen leben, lebt die ärmere Bevölkerung in den Hügeln der Stadt, nur etwa 20 Minuten Busfahrt entfernt. Viña del Mar ist mit etwas über 330.000 Einwohnern die viertgrößte Stadt Chiles. Die Hauptstadt Santiago de Chile befindet sich etwa 200 Kilometer östlich von Viña del Mar.
Die EPA liegt genau zwischen den beiden Vierteln Achupallas und Villa Independencia. Hier leben die einkommensschwächeren Familien der Stadt. Angrenzend befindet sich die größte illegale Landbesetzung Chiles, das campamento Manuel Bustos. Dort leben etwa 3000 Familien in autonom organisierten Nachbarschaften unter sehr prekären Umständen. Es gibt weder fließendes Wasser noch Abwasserkanäle oder ein funktionierendes Stromnetz. Die Straßen sind nicht asphaltiert und bei schweren Niederschlägen oft kaum passierbar. Außerdem sind Drogen und Kriminalität in der Landbesetzung sehr verbreitet, was es für die Kinder und Jugendlichen umso gefährlicher macht, dort zu leben. Die EPA setzt bei diesen Verhältnissen an und versucht, so vielen Kindern und Jugendlichen wie möglich durch die musikalisch-künstlerische Ausbildung und soziale Betreuung neue Perspektiven zu eröffnen.